# Tinodes pluvialis
Tinodes pluvialis là một loài Trichoptera trong họ Psychomyiidae. Chúng phân bố ở miền Cổ bắc.